# MH Egészségügyi Központ
Az MH Egészségügyi Központ 2023. január 1-jétől jelentős átalakításon megy keresztül. Egy kormányhatározat rendelkezett arról, hogy az MH EK gyógyító részlegei kiválnak a Magyar Honvédségből, és önálló, civil irányítás alatt álló, új egészségügyi intézményként működnek tovább Észak-Pesti Centrumkórház - Honvédkórház néven. Az átalakulás részletei még nem pontosan ismertek, az átszervezés időszaka 2023. első féléve. Az alábbi leírás a 2022.december 31-t megelőző időszakra érvényes.[forrás?]
A Magyar Honvédség Egészségügyi Központ (rövidebb nevén: MH EK és MH Egészségügyi Központ, a köznyelvben: Honvédkórház) Magyarország egyetlen katonai egészségügyi intézménye, amely 8 telephellyel rendelkezik országszerte. Hadrendi elemként az MH EK egyedülállóan öleli fel az összes katona-egészségügyi képességet, a prevenciótól a definitív, a sürgősségitől a rehabilitáción át a krónikus betegellátásig. A Honvédkórház ─amely része az intézménynek─ területi, valamint igényjogosulti alapon Magyarország felnőtt lakosságának mintegy harmadát látja el.  Az MH EK valamennyi magyarországi egészségügyi felsőoktatási intézmény gyakorlókórháza, a Semmelweis Egyetem oktató kórháza.

## Történet
Az intézmény jogelődje már az 1780-as években megjelent, mint katonai, gyógyító kórház, ahol korlátozott mértékben civil betegeket is elláttak. A Róbert Károly körúton lévő épületet 1899. június 30-án adták át. 1922 és 1938 között 8. számú Honvéd és Közrendészeti Kórház néven működött. Az 1940-es években volt Svéd Vöröskeresztes Hadikórház, majd Szovjet Hadikórház is. A háborút követő helyreállítás alatt 1945-től 1947-ig 1. számú Honvéd Helyőrségi kórház néven működött. 1947 augusztus 1-től 2007 július 1-ig Központi Honvéd Kórház néven a magyar katona-egészségügy vezető gyógyintézeteként vett részt nem csak a hazai, de a külföldi betegek ellátásában is. 2007. július 1-én 5 intézmény – a Honvéd, Rendészeti és Vasútegészségügyi Központ, a Központi Honvédkórház, a MÁV-Kórház, a BM Kórház és az Országos Gyógyintézeti Központ – összevonását követően létrejött a Honvédelmi Minisztérium Állami Egészségügyi Központ (ÁEK) vele párhuzamosan a Magyar Honvédség Dr. Radó György Honvéd Egészségügyi Központ (MH HEK). 2011-ben megszűnt az ÁEK és az MH HEK, a két szervezet integrálódott, átmenetileg MH Honvédkórház néven. Az intézmény 2013 februárjától viseli a Magyar Honvédség Egészségügyi Központ nevet.

## Az MH EK jelenlegi szervezeti felépítése
- Parancsnok
- Vezető szervek
- Központi gazdálkodási és ellátó szervek
- Stratégiai szervek
- Katona-egészségügyi szervek
- Közfinanszírozott szervek-Honvédkórház

## Az MH EK telephelyei

### Székhely
Az intézmény székhelye Budapest XIII. kerületben, a Róbert Károly körúton található, ahol fekvőbeteg ellátás mellett, járóbeteg ellátás is történik. A székhelyen található a Parancsnokság, a Vezető szervek, az Orvosigazgatóság, a Gazdasági Igazgatóság, az Ápolási Igazgatóság, a Védelem-egészségügyi Igazgatóság és a NATO Katona-Egészségügyi Kiválósági Központ (NATO KEKK) is.

#### Járóbeteg ellátás
A Honvédkórház szerves része az önálló Járóbeteg Szakrendelő Intézet, ahol járóbetegek ellátása történik. A 2007 július 1-én átadott – 4 szintes épület korszerű, a XXI. századi igényeknek megfelelő környezetben biztosít helyet 27 szakma részére. A Járóbeteg Szakrendelő Intézetben magasan képzett, több éves tapasztalattal rendelkező szakorvosok végzik a betegellátást speciálisan képzett szakasszisztensek, asszisztensek segítségével. 

#### A székhelyen elérhető szakrendelések és szakambulanciák
- Baleseti sebészet
- Belgyógyászat
- Bőrgyógyászat
- Diabetológia
- Endokrinológia
- EKG-kardiológia
- Fogászati alapellátás
- Foglalkozás – egészségügy (csak külön szerződéssel vehető igénybe)
- Fül-orr-gégészet
- Gasztroenterológia
- Gyógytorna
- Ideggyógyászat
- Kézsebészet
- Nőgyógyászat
- Ortopédia
- Országos Haemophilia Központ
- Országos Porfíria Központ
- Prekoncepcionális és terhes diabetológia
- Pszichiátria
- Reumatológa-Fizioterápia
- Sebészet
- Szájsebészet szakambulancia (MH Honvédkórház, Szájsebészeti Részleg irányítása alá tartozik)
- Szemészet
- Tüdőgyógyászat
- Tüdőgondozó
- Urológia
- Plasztikai Sebészet Szakambulancia (MH Honvédkórház, Plasztikai Sebészeti Osztály irányítása alá tartozik)
- Égési Szakambulancia (MH Honvédkórház, Plasztikai Sebészeti Osztály irányítása alá tartozik)
- Szív, -ér, és -mellkassebészet Szakambulancia (MH Honvédkórház, Szív, - ér, és -mellkassebészet Osztály irányítása alá tartozik)
- Speciális Rendeltetésű Centrum

#### Fekvőbeteg ellátás
- Belgyógyászat
- Nephorlógia
- Általános sebészet
- Baleseti sebészet
- Egynapos sebészet
- Aneszteziológia és intenzív terápia
- Idegsebészet
- Ideggyógyászat
- Szájsebészet
- Sürgősségi Centrum
- Pszichiátria
- Szív- ér- és mellkassebészet
- Kardiológia
- Plasztikai és égés-sebészet

A székhelyen illetve a Podmaniczky utcai telephelyen számos osztály rendelkezik oktató-, illetve gyakorlóosztály címmel, ezáltal az intézmény fontos gyakorlati helyként szolgál az orvostanhallgatók számára.

### Podmaniczky utcai telephely
Az intézmény egyik telephelye a budapesti Podmaniczky utcában található, a volt MÁV kórház területén. A székhelyhez hasonlóan járóbeteg és fekvőbeteg ellátás is történik.

#### Fekvőbeteg ellátás
- Andrológia
- Belgyógyászat
- Sebészet
- Bőrgyógyászat és nemibeteg-ellátás
- Fül- orr-gégészet
- Gasztroenterológia
- Onkológia
- Ortopédia
- Reumatológia
- Szemészet
- Szülészet-nőgyógyászat és PIC
- Urológia
- Aneszteziológia és intenzív terápia

### Szanatórium utcai telephely
A telephely Budapest XII. kerületében, a gyönyörű Budai Tájvédelmi Körzet szélén található. Főként gerincvelő-, illetve a súlyos agykoponyasérültek, a mozgásszervi, stroke-on átesett, kardiológiai, gasztroenterológiai és pszichiátriai betegek rehabilitációját végzik ezen a telephelyen . A szakorvosok mellett szakdolgozók, terapeuták illetve gyógytornászok segítik a betegek gyógyulását. A telephelyen egyedülálló módon foglalkoznak onkológiai okból bénult betegek ellátásával is.

### Egészségügyi Felkészítő és Továbbképző Központ (EÜFTI)
A telephely a budapesti Tünde utcában működik, ahol a HM, MH hivatásos, szerződéses és közalkalmazottai egészségügyi alap és szakkiképzésének megtervezése, végrehajtása történik. Az elméleti és gyakorlati képzések között az elsősegély nyújtás, a harctéri életmentés és a missziós katonák felkészítése szerepel.

### Hévízi Mozgásszervi Rehabilitációs Intézet (HÉMORI)
2007. július 1-től az Állami Egészségügyi Központ részeként működik 3 osztályon és egy részlegen, ahol fekvő-, járóbeteg és fizető betegellátás során a korai rehabilitációt és valamennyi aktív rehabilitációt igénylő mozgásszervi betegségcsoportot kezelnek. 2000-ben az országban elsőként alakult meg a Heine-Medin részleg.

### Hévízi Rehabilitációs Intézet (HRI)
Az intézet fekvőbeteg, valamint fizetővendég ellátás nyújt reumatikus és mozgásszervi betegségekkel, fájdalmakkal küzdő betegeknek. A betegek 1-3 hetes mozgásszervi rehabilitációs kúrán vehetnek részt, amelyeknek szerves része a fizioterápiás és hidroterápiás kezelések. Az intézet 2015. november hónapban elnyerte a  Hagyományos Hévízi Kúra védjegyét, melyet Hévíz város indított el. Az intézet elsősorban fizető, de beutalt vendégeket is fogad.

### Balatonfüredi Kardiológiai Rehabilitációs Intézet (BKRI)
Az intézetet 1977-ben az akkori honvédelmi miniszter alapította. A kezdeti években a szív és érrendszeri betegeken kívül belgyógyászati betegek rehabilitációját is végezték, valamint sebészeti beavatkozásokat követő utókezelésre is fogadtak betegeket. A szívbetegek rehabilitációja iránti igény rohamos növekedésével átalakult az intézmény profilja a szívbetegek rehabilitációjának irányába. Fekvő-, járó-, valamint fizetőbeteg ellátás keretein belül korai, valamint programozott kezeléseken vehetnek részt a betegek.

### Repülőorvosi-, Alkalmasságvizsgálati és Gyógyító Intézet (RAVGYI)
2013. június 1-jén alakult meg az MH EK szervezeti elemeként a Repülőorvosi-, Alkalmasságvizsgáló és Gyógyító Intézet a  Kecskeméten  Kecskeméten évtizedek óta ismert "Repülőkórház" utódintézményeként. Az intézet megalakulásával az elsődleges katonai feladatok mellett egyes, a civil lakosság egészségügyi ellátása érdekében biztosított szolgáltatások is elérhetővé váltak. 1975-ben az intézetben helyet kapott egy korszerű barokamra. Ebben a T alakú fémhengerben a légnyomáskülönbség és az oxigénhiány szervezetre gyakorolt hatásait vizsgálják. 
Járóbeteg ellátás 12 szakmában vehető igénybe (Belgyógyászat, Ideggyógyászat, Elektrofiziológia, Gasztroenterológia - Endoszkópia, Reumatológia/Fizikoterápia, Aneszteziológia, Általános és Baleseti Sebészet, Fül-orr-gégészet és Audiológia, Fogászat, Bőrgyógyászat, Szemészet, Elmegyógyászat, Kardiológia). 2008-ban létrejött az Egynapos Sebészeti ellátás, ahol a beteg, a műtétet követő 24 órán belül, többnyire pár órás megfigyelés után, kísérővel elhagyhatja az intézményt. Az intézmény fő profilja a katonai alkalmassági vizsgálatok elvégzése az állományban lévő katonáknak, valamint a   Magyar Honvédséghez jelentkezőknek. A katonai alkalmassági vizsgálat egészségi, pszichikai és fizikai vizsgálatból áll.

### Oktatóosztályok
(a III. és IV. évfolyam nyári, valamint az V. évesek évközi gyakorlatának helyszíne) 
- Baleseti Sebészeti Osztály
- Gasztroenterológiai Osztály
- I. Belgyógyászati Osztály
- II. Belgyógyászati Osztály
- III. Belgyógyászati Osztály
- Kardiológiai Osztály
- Onkológiai Osztály
- Sürgősségi Betegellátó Centrum
- Ideggyógyászati Osztály

### Gyakorlóosztályok
(VI. éves medikusok szakmai gyakorlati helyszíne) 
- II. Belgyógyászati Osztály
- Baleseti Sebészeti Osztály
- Gasztroenterológiai Osztály
- I. Belgyógyászati Osztály
- II. Belgyógyászati Osztály
- Ideggyógyászati Osztály
- Idegsebészeti Osztály
- Szülészet-nőgyógyászat és PIC

### Igényjogosultak köre
Az egyes központosított egészségügyi szolgáltatók által nyújtott szolgáltatások igénybevételéről, valamint a külön meghatározott személyek tekintetében fennálló egészségügyi ellátás rendjéről szóló 175/2007. (VI. 30.) kormányrendeletben foglaltak meghatározzák a Magyar Honvédség Egészségügyi Központ számára az ellátandók körét. Ennek értelmében a területi ellátási kötelezettségén felül, a honvédelmi és a rendvédelmi szervek személyi állománya, a vasutas állomány, ezen szervezetekből nyugállományba helyezettek, illetve közeli hozzátartozóik, családtagjaik, az ezen szervezeteket felügyelő minisztériumok, az irányításuk alá tartozó szerveknél foglalkoztatottak valamint a védett személyek és jogszabály alapján állami vezetők jogosultak az egészségügyi ellátásra.

## Az MH EK (valamint elődintézményei) parancsnokai/(fő)igazgatói 1983-tól

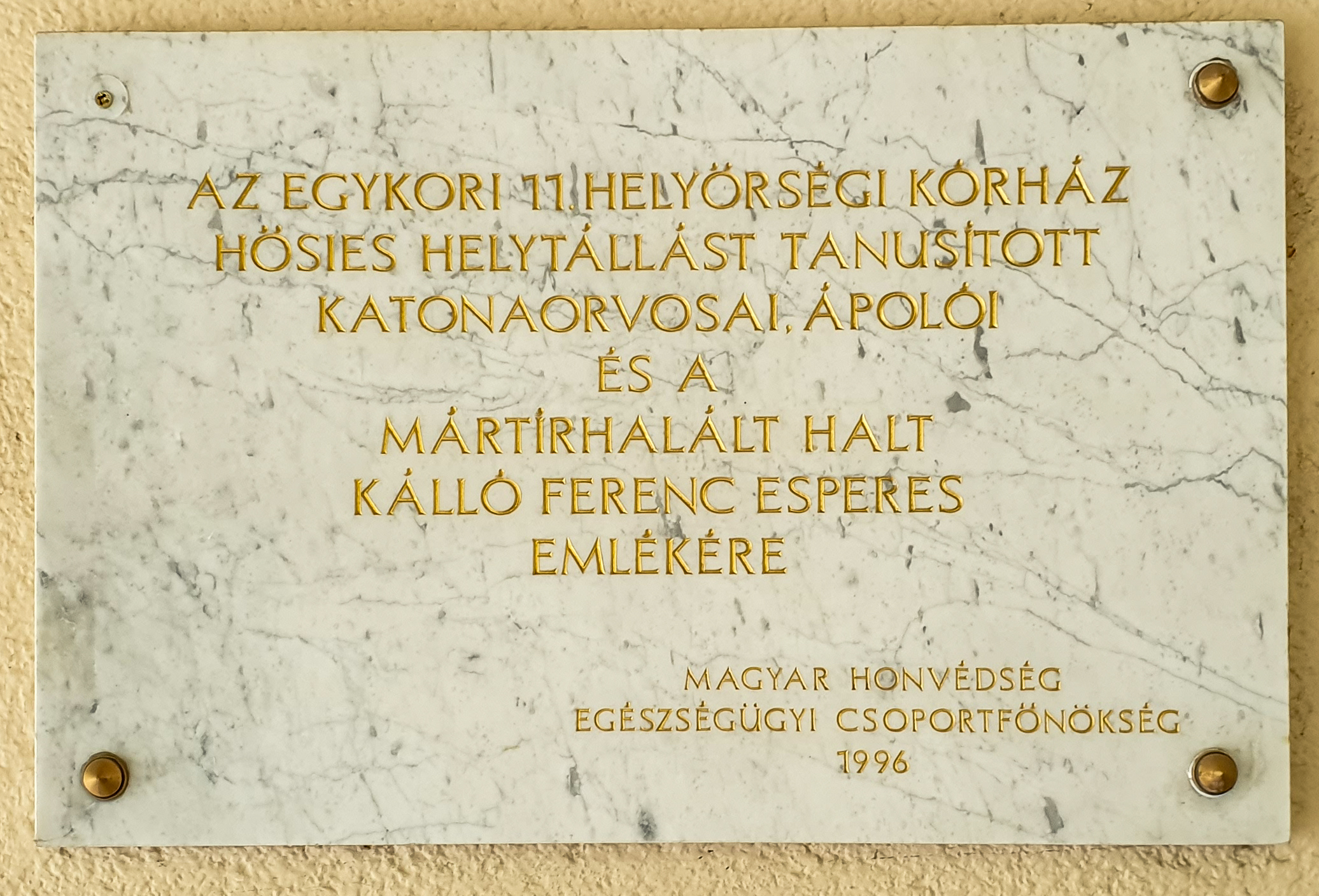
Emléktábla az egyik elődintézmény, a Királyhágó utcai volt Tisztikórház bejáratánál

- 1983–1995 ─ prof. dr. Birkás János orvos vezérőrnagy
- 1995–2001 ─ dr. László Imre orvos ezredes
- 2001–2002 ─ dr. Németh András orvos ezredes
- 2002–2007 ─ dr. Hetei Péter orvos dandártábornok
- 2007–2010 ─ dr. Szilvásy István
- 2010–2011 ─ prof. dr. Grósz Andor orvos dandártábornok
- 2011–2012 ─ dr. Schandl László orvos dandártábornok
- 2012–2017 ─ Szabó István mérnök dandártábornok
- 2017–2020 ─ Dr. Kun Szabó István vezérőrnagy
- 2020–2021 ─ Prof. Dr. Wikonkál Norbert Miklós, az MTA doktora, főigazgató
- 2021–2022 ─ Dr. Kopcsó István orvos vezérőrnagy, parancsnok
- 2023-jelenleg - Dr. Fejes Zsolt orvos ezredes

### Katonaorvosi missziók
Az MH Egészségügyi Központ és elődintézeteinek dolgozói nem csak részvételükkel, hanem rendszeres oktatói, felkészítési tevékenységgel is teljesítik az ENSZ Hivatkozás szövege és a NATO követelményeket.  Az intézményben dolgozó orvosok és szakdolgozók számos külföldi misszióban vettek, vesznek részt, mint például AFOR, SFOR, KFOR, IFOR, EUFOR, ISAF. Ezeken kívül helyt álltak Szomália, Afganisztán Afganisztán nemzetközi katonai kórházaiban, az ENSZ ciprusi békefenntartó missziójában UNFICYP, és az iraki válság rendezésében részt vevő magyar katonai kontingens egészségügyi biztosításában.

### Érdekességek
- Az intézmény orvosai részt vettek a bangladesi sziámi ikerpár szétválasztásában Dr. Csókay András idegsebész vezetésével [halott link].
- Farkas Bertalan Farkas Bertalan az első magyar űrhajóst 1977-ben a kecskeméti Repülőorvosi-, Alkalmasságvizsgálati és Gyógyító Intézet elődjében választották ki az űrrepülésre.
- Az MH Egészségügyi Központ 2019-ben ünnepelte fennállásának 120. évfordulóját .
- 2017 óta minden évben kiosztják a Grósz-Straub Erika-díjat, annak a honvéd egészségügyben dolgozónak, aki a betegellátás, illetve a gyógyítás terén kivételesen magas színvonalon, felelősségteljes, etikus magatartással látja el munkáját [halott link].
- 2006 óta egyedülálló módon az MH EK székhelyén automata szállítórendszer működik .
- Az intézmény székhelyén 2017-ben páratlan aneszteziológiai kiállítás nyílt meg .
- 2016-ban az országban elsőként szívsebészeti műtétek során alkalmazott szívmotor segítségével mentették meg egy kihűlt beteg életét az MH EK-ban  Archiválva 2018. november 17-i dátummal a Wayback Machine-ben.
- 2014-ben az MH Egészségügyi Központban adták át az ország első Klinikai Demonstrációs Egységét
- A honvédelmi miniszter minden évben Semmelweis Napon odaítéli a Flór Ferenc-díjat  a honvéd egészségügyi szolgálat szervezésében, fejlesztésében, a gyógyító-megelőző munkában, a közegészségügyi és járványügyi, a kutatói, az anyagellátói munkaterületeken nyújtott kimagasló teljesítmény elismeréséért.
- 2013, 2016, 2018-ban az Országos Vérellátó Szolgálat az „Életet adományozó kórház” címet adományozott az intézménynek a szervdonáció területén végzett kimagasló teljesítményéért.